# Радиочастотный трансивер
Радиочастотный транси́вер — устройство для передачи и приёма радиосигнала. Это приёмник-передатчик, который обеспечивает двунаправленный радио интерфейс между устройствами. В современных устройствах радиочастотные трансиверы используются для передачи данных в беспроводных сетях, например, ZigBee и для измерения расстояний между метками и анкерами в RTLS.
Примером такого устройства может служить анкер, имеющий в своём составе два радиочастотных трансивера: один для измерения расстояний по технологии CSS (ISO 24730-5), второй — для работы в составе беспроводной сети (ZigBee)